# Peter Zwick
Peter Zwick (* 8. Mai 1950 in Basel; † 23. Februar 2013 in Münchenstein; heimatberechtigt ebenda) war ein Schweizer Politiker (CVP). Von 2007 bis zu seinem Tod gehörte er dem basellandschaftlichen Regierungsrat an und stand der Volkswirtschafts- und Gesundheitsdirektion vor.

## Leben und Beruf
Zwick wuchs in Basel auf. Er absolvierte bei den Basler Nachrichten eine Ausbildung zum Lithografen und bildete sich weiter zum Druckingenieur und Maschinentechniker. Danach war er Verkaufsleiter eines Unternehmens in der Etikettierbranche. Später zog er nach Münchenstein, wo er bis zu seinem Tod lebte.
Zwick war ab 1980 verheiratet und Vater von zwei erwachsenen Kindern.

## Politik
Zwick begann seine politische Karriere in seiner Wohngemeinde Münchenstein, in welcher er von 1995 bis 2001 Mitglied der Gemeindekommission war. Von 1999 bis 2007 war er Landrat des Kantons Basel-Landschaft, in den letzten vier Jahren präsidierte er die CVP/EVP-Fraktion.
Bis zu seiner Wahl als Regierungsrat war Zwick auch in kirchlichen Gremien tätig. So präsidierte er von 1986 bis 1998 die römisch-katholische Kirchgemeinde Münchenstein und von 2000 bis 2007 die römisch-katholische Landeskirche Basel-Landschaft.
Im Februar 2007 wurde Zwick als Nachfolger von Elsbeth Schneider (auch CVP) in den Regierungsrat gewählt und 2011 bestätigt. Er stand der Volkswirtschafts- und Gesundheitsdirektion vor, die er von Erich Straumann (SVP) übernahm. Er starb am 23. Februar 2013 im Alter von 62 Jahren im Amt, nachdem er wegen seiner Krebserkrankung bereits im Vorjahr zwei Monate hatte pausieren müssen. Zu seinem Nachfolger im Regierungsrat wurde Anton Lauber (auch CVP) gewählt.
Die Erben von Zwick zahlten in der sog. Honoraraffäre für nicht korrekt abgerechnete Entschädigungen von Mandaten, die Zwick als Regierungsrat innehatte, dem Kanton 46'403 Franken zurück.